# (18581) Batllo
(18581) Batllo (1997 XV8) – planetoida z grupy pasa głównego asteroid okrążająca Słońce w ciągu 3,62 lat w średniej odległości 2,36 j.a. Odkryta 7 grudnia 1997 roku.